# Blue Mountain State
Blue Mountain State var en amerikansk komediserie (situationskomedi) som sändes på TV-kanalen Spike TV. Serien skapades år 2010 av Chris Romano') och Eric Falconer och är producerad av Lionsgate Television.
Serien kretsar kring några amerikanska tonåringar som spelar för det fiktiva fotbollslaget "Mountain Goats" i Blue Mountain State University (förkortat till BMS). Serien omfattar bland annat mycket fotboll, samlag, vilda dryckesfester samt drog- och alkoholbruk.

## Huvudpersoner
- Alex Moran (Darin Brooks): En andraårsstuderande quarterback för Blue Mountain States skollag och dessutom en av deras skickligaste spelare. Till skillnad från de andra karaktärerna i serien ser Alex inte collegefotboll som en språngbräda för NFL och nöjer sig med att tillbringa sina dagar som en back-up-spelare och ett liv som en "Average Joe" (sv. Medelsvensson) när han tar examen. I stället är han mycket engagerad i att ha så roligt som överhuvudtaget är möjligt under sin tid i college, som att bli full eller ha samlag med skolans brudar. Han kommer från Cheyenne, Wyoming.
- Sammy Cacciatore (Chris Romano): Skollagets trogna maskot (Mounty, The Mountain Goat Mascot). Han är också Alex rumskamrat och bästa vän, samt halvbror till Maryo Jo. Han är ständigt ute efter flickor att umgås med och alkohol att supa; hans drickande leder oftast in honom i sina egna äventyr. Han är Alex barndomsvän från Wyoming.
- Thad Castle (Alan Ritchson): Skollagets linebacker och lagkapten från Connecticut. Han är en skicklig fotbollsspelare och rekordhållare i att ha gjort flest tacklingar under en match. Thad är i stort sett avskydd av sina lagkamrater på grund av sin mobbning och häftiga upptåg när han inte får som han vill. Han har dock en stor vördnad för sitt team och förstår vad det innebär att vara ledare i desperata lägen. Hans far var soldat och dog under Bosnienkriget. Han är mycket frestad att ägna sig åt sitt överdrivna homoerotiska beteende. Han använder också rabies för att förbättra sin prestation från en tid till annan, han påstår att bara idioter använder steroider eftersom rabies är omätbart för nuvarande dopingtestmetoder. Thads engagemang för laget och hans vilja att offra allt för att säkerställa lagets seger, fick tränaren Marty Daniels att ge honom kaptenstitel i början av sitt andra år.
- Radon Randell (Page Kennedy): Skollagets nya quarterback-spelare i säsong två från Detroit, Michigan. Han har en speciell fotbollstalang som präglas av hans skandalösa beteende och stora ego. Han har tidigare suttit i fängelse, och påstods ha spelat för fotbollslaget på fängelseön Rikers Island.
- Craig Shilo (Sam Jones III): Skollagets fotbollsstjärna från säsong 1. Till skillnad från sina lagkamrater är Craig ganska rakt på sak och är mycket hängiven sin extremt manipulativa flickvän Denise. Han gör slut med henne när han får reda på att hon bedrog honom och i stället umgåtts med andra personer, däribland en man från hennes skolklass som hon säger till Craig är från NFL. Det avslöjas i säsong 2 att Shilo har överförts till fotbollslaget Georgia Tech. Shilo är från Columbus, Ohio.
- Denise Roy (Gabrielle Dennis): Craig Shilos flickvän från gymnasiet, som medverkar i säsong 1. Hon är en före detta skoldrottning och stjärnelev från Blue Mountain State. Denise beskrivs som en kall och slug person, som låter bli att ha samlag med Craig för att få honom att spela bättre på sina fotbollsmatcher, medan hon sover med andra personer bakom hans rygg (hon har tidigare haft trekant med två andra kvinnor samt sovit med en kille från sin skolklass). Hon är ofta i strid med Alex Moran, som ser igenom hennes yttre.
- Mary Jo Cacciatore (Frankie Shaw): Sammys yngre syster som medverkar i säsong 2. Hon är något vimsig och är kär i Alex, som hon har känt sedan barndomen. Hon är en cheerleader, men de andra tjejerna gillar inte henne på grund av hennes lathet och att hon ofta är berusad. I den andra säsongen har hon sex med Alex Moran i en sjukhushiss.

## Återkommande karaktärer
- Coach Marty Daniels (Ed Marinaro): En nationell mästercoach för sjätte gången. Han är skollagets hårda fotbollstränare som har vunnit flest fotbollsmatcher i Blue Mountain States historia. Daniels har samlat på sig 243 segrar under de senaste åren och hoppas på att lägga till ytterligare segrar, i sitt försök att slå Joe Paternos rekord på 388 segrar.
- Larry Summers (Omari Newton): En sistaårsstudent som spelar i skollaget. Han är bästa kompis med Thad Castle.
- Donny (Rob Ramsay): En fotbollsspelare från den offensiva linjen.
- Harmon Tedesco (James Cade): En drogmissbrukande fotbollsspelare. Harmon har en lång erfarenhet av droganvändning som kokain, marijuana, heroin och ecstasy. Annars är han en skicklig spelare i skollaget och lever det goda livet.
- Debra Simon (Denise Richards): Coach Daniels livliga och "sex-tokiga" ex-fru.

## Avsnittsguide

### Säsong 1 (2010)
- 1. It's Called Hazing, Look It Up
- 2. Promise Ring
- 3. Pocket Puss*
- 4. Rivalry weekend
- 5. There's Only One Second Best
- 6. The Drug Olympics
- 7. The Legend of the Golden Arm
- 8. LAX
- 9. Midterms
- 10. Marathon Monday
- 11. Ransom
- 12. Piss Test
- 13. Bowl Game

### Säsong 2 (2010-2011)
- 1. The Fingering
- 2. Controversy
- 3. Born Again
- 4. Pay for play
- 5. Milf Pregnant
- 6. Nerds
- 7. Debra is a milf
- 8. Vision Quest
- 9. The Badger
- 10. Hockey
- 11. Drunk Tank
- 12. Trap Game
- 13. Riot

### Säsong 3 (2011)
- 1. Dic Pics
- 2. The Captain
- 3. Thad's Back
- 4. The Peak
- 5. Training Day
- 6. Blackout
- 7. Superstition
- 8. Fun Facts
- 9. The C-Word
- 10. One Week
- 11. Death Penalty
- 12. Corn Field
- 13. Corn Field (2)

## Inspelningsplatser
- Stade Olympique, Montréal, Québec
- John Abbott College, Sainte-Anne-de-Bellevue, Québec (träningsplanen)
- McGill University (MacDonald Campus), Sainte-Anne-de-Bellevue, Québec (sovsalen, klassrummet)
- Ste-Anne Street, Sainte-Anne-de-Bellevue, Québec
- Masonic Temple, Montréal, Québec
- Du Diable En Quatre Bar, Montréal (Pointe-Saint-Charles), Québec
- Cunninghams Pub, Sainte-Anne-de-Bellevue, Québec
- Lower Canada College (Chamandy Ice Rink), Montréal, Québec (ishallen)